# Жеребков, Алексей Герасимович
Шаблон:ABJ
Алексей Герасимович Жеребков (30 сентября [12 октября] 1837 — 6 сентября 1922, Банат, Югославия) — генерал от кавалерии, участник русско-турецкой войны 1877—1878 годов.

## Биография
Родился 30 сентября 1837 года, происходил из дворян Области Войска Донского. Образование получил в 1-м кадетском корпусе, из которого выпущен 6 июня 1857 года корнетом в лейб-гвардии Казачий полк. 30 августа 1859 года произведён в поручики и 23 апреля 1861 года получил чин штабс-ротмистра.
Произведённый 7 апреля 1862 года в ротмистры, Жеребков, в должности командира эскадрона, в 1863 году принял участие в подавлении восстания в Польше, за отличие был в 1863 году награждён орденом св. Владимира 4-й степени с мечами и бантом и 16 декабря пожалован золотой шашкой с надписью «За храбрость», 30 октября следующего года произведён в подполковники.
С 11 июня 1869 года Жеребков командовал Донским казачьим № 3 полком и, состоя в этой должности, 26 февраля 1871 года получил чин полковника. С 8 мая 1871 года он состоял во главе Донского казачьего учебного полка.
Назначенный 26 февраля 1872 года командиром лейб-гвардии Казачьего полка Жеребков 22 июля того же года получил звание флигель-адъютанта.
В 1877 году во главе лейб-гвардии Казачьего полка Жеребков выступил на Дунайский театр начавшейся русско-турецкой войны.
Под начальством Жеребкова находился сводный отряд, посланный из Тырнова 4 июля для экспедиции, которая отправлена была для сбора точных сведений о числе и роде войск, сосредоточенных турками под Сельви и в окрестностях и в случае встречи неприятеля должна была бить и гнать турок до Ловчи. Отряд выступил из Тырнова 4 июля в 5 часов пополудни.
Обогнув гору Акенджилар и пройдя турецкое селение того же имени, на семивёрстном расстоянии от Сельви, отряд был встречен сильным ружейным огнём. Турки засели в кустах и виноградниках, по склонам горы и на шоссе. Немедленно был выдвинут взвод 6-й Донской батареи, и первый выстрел из орудия разрывной гранатой попал в центр турецкого расположения. Дав несколько последовательных выстрелов из орудий, полковник Жеребков, не давая опомниться туркам, приказал быстрой атакой сбить их с позиции. Вся террасообразная возвышенность огласилась криками «ура». Турки дрогнули и всё, что было настигнуто в лесу, рубилось и кололось.
Пока левый фланг рубил в лесу, центр и прикрытие артиллерии на рысях шли по шоссе, огибавшем гору, чтобы принять на себя уходившего неприятеля. Отряд, продвигаясь вперёд по извилистому шоссе, взойдя на возвышенность, увидел в 5 верстах быстро удалявшегося неприятеля. В следующем лесу казачий разъезд напал на след нескольких отступавших башибузуков. Покончив с ними и взобравшись на возвышенность, с которой отлично были видны все окрестности, отряд расположился на часовой отдых.
В половине второго отряд поднялся с бивуака, следуя по дороге на Ловчу. Полковник Жеребков шёл во главе отряда; полковники Орлов и Мандрыкин ехали с передовыми казаками от авангарда; как вдруг на одном из изгибов шоссе, при выходе дороги на более открытое место, передовые были осыпаны градом пуль. Жеребков послал за артиллерией. Орудия понеслись вперед для занятия позиции. Двадцатиминутный огонь двух орудий снова много помог. Считая, что огонь артиллерии достаточно подготовил успех атаки, Жеребков приказал казакам спешиться и цепью направил их на взятие возвышенности, находившейся против левого фланга. Сотня 23-го Донского полка составила правый фланг, а центр, с оставшейся от прикрытия артиллерией и полусотней донцов, одновременно двигался на возвышенность с фронта. Видя значительное утомление людей, Жеребков послал штабс-ротмистра Муханова с приказанием сесть на коней и атаковать. Турки не выдержали атаки и побежали врассыпную, однако Жеребков удержал казаков от погони за отдельными группами.
Снова был собран отряд и на плечах отступающего неприятеля двинулся вперёд. Не доходя Ловчи двух вёрст, представилась большая гора, покрытая леском и виноградниками; дорога шла в гору, огибая её с правой стороны, и отряд снова был встречен выстрелами, направленными из ложемента и окопов. Русские орудия открыли меткий огонь, и лошади и казаки были до крайности утомлены в предыдущем бою. Жеребков обратился к казакам: «Напрягите, братцы, ваши усилия: ещё три версты — и город ваш!» Задача была нелёгкая: сбить с фронта было трудно; ложемент был занят ротой низама, и звуки сигнальных рожков ясно указывали на присутствие регулярной пехоты.
Одновременной атакой с левого фланга и из центра казаки выбили турок из окопов. Немедленно на занятую позицию были доставлены орудия, которые открыли убийственный огонь по бегущим. Разъезды преследовали их до сумерек.
Переночевав в турецких окопах, полковник Жеребков наутро продолжил движение к Ловче. С перевала дорога шла по склону горы и с одной стороны имела обрыв и реку, у которой расположен довольно большой город. Спускаясь по крутому шоссе, полковник Жеребков был на полпути встречен болгарами, объявившими, что турки оставили город. В турецком населении города паника была страшная: отступающий низам и бегущие башибузуки распространили слух, что громадная сила русских двигается на Ловчу.
Оставив орудия на высотах возле города, на случай сопротивления оставшихся в городе турок, полковник Жеребков торжественно вступил на центральную городскую площадь. Жеребков за отличие в этом деле был награждён орденом св. Владимира 3-й степени с мечами.
За другие отличия против турок он был 26 февраля 1878 года произведён в генерал-майоры (со старшинством от 31 октября 1881 года) с назначением в свиту Его Величества.
С 1 ноября 1878 года по 16 декабря 1881 года Жеребков командовал льготным Донским дивизионом лейб-гвардии Казачьего полка, а затем возглавил лейб-гвардии Сводный казачий полк. С 13 марта 1884 года он вновь был назначен командиром лейб-гвардии Казачьего полка, а с 26 февраля 1886 года был начальником 3-й бригады 1-й гвардейской кавалерийской дивизии.
7 марта 1891 года Жеребков был назначен окружным начальником Таганрогского округа Области Войска Донского и 30 августа того же года был произведён в генерал-лейтенанты. С 26 октября 1904 года состоял в распоряжении военного министра и 31 января 1906 года был произведён в генералы от кавалерии с увольнением в отставку.
Накануне начала Первой мировой войны Жеребков, 24 января 1914 года, был возвращён на службу с чином генерала от кавалерии и со старшинством в чине от этой же даты, состоял по Донскому казачьему войску, также он был назначен генерал-адъютантом.
После Февральской революции и отречения императора Николая II Жеребков на митинге в Новочеркасске сорвал с себя и растоптал аксельбанты генерал-адъютанта. 8 сентября 1917 года вышел в отставку. После Октябрьской революции эмигрировал в Югославию и скончался в Банате 6 сентября 1922 года.
Среди прочих наград Жеребков имел ордена св. Анны 2-й степени (1875 год), св. Станислава 1-й степени (1880 год), св. Анны 1-й степени (1884 год), св. Владимира 2-й степени (1887 год), Белого орла (6 декабря 1902 года).